# Robert Glenn
Robert Joe Nathan Glenn (Indianápolis, Indiana; 8 de junio de 1988) es un baloncestista estadounidense. Con 2,01 metros de estatura, juega en las posiciones de alero y ala-pívot.

## Trayectoria deportiva

### Universidad
Glenn disputó dos temporadas en la Wabash Valley College de la National Junior College Athletic Association. En su primera temporada promedió 11,9 puntos y 4,6 rebotes por partido mientras ayudó a su equipo a lograr un récord de 20-11. En su segunda temporada, Glenn promedió 19,3 puntos y 6,2 rebotes por partido siendo elegido en el mejor quinteto de la región 24.
En 2008 se unió a los IUPUI Jaguars de la NCAA, donde en su primera temporada con el equipo de la primera división de baloncesto universitario, Glenn registró un promedio de 13,9 puntos, 5,4 rebotes, 1,2 asistencias y 1,7 tapones en 25 minutos por partido. En esa temporada fue elegido rookie del año de la The Summit League e incluido en el mejor quinteto de rookies y en el segundo mejor quinteto absoluto de la conferencia. En su última temporada, Glenn fue incluido en el mejor quinteto de la The Summit League, tras promediar 19,8 puntos, 6,7 rebotes, 1,7 asistencias, 1,4 tapones y 1,2 robos en 36 partidos mientras lideró a los Jaguars a un récord de 25-11.

### Profesional
En 2010 después de finalizar su trayectoria universitaria firmó con el Club Melilla Baloncesto de la Liga Española de Baloncesto Oro por la temporada 2010-2011. Glenn jugó 24 partidos con el club, donde promedió 9,4 puntos y 4,2 rebotes por partido.
En agosto de 2011 firmó un contrato con los Soles de Mexicali de la Liga Nacional de Baloncesto Profesional de México. Con los Soles solo disputó 15 partidos promediando 19,2 puntos, 5,9 rebotes y 2 asistencias en 26,6 minutos por partido.
En julio de 2012 firmó un contrato para jugar con los Indios de San Francisco de Macorís de la Liga Nacional de Baloncesto de la República Dominicana.
En abril de 2015 firmó un contrato con los Metros de Santiago de la Liga Nacional de Baloncesto de la República Dominicana. Allí promedió 17,7 puntos, 6,6 rebotes y 3,5 asistencias por partido en la serie regular de la liga mientras ayudó a los Metros a lograr el primer lugar del Circuito Norte de la liga con un récord de 14-6. El 16 de julio, Glenn junto con su compañero Víctor Liz fueron incluidos en el equipo todos estrellas de la liga dominicana. El 2 de agosto, Glenn y los Metros se coronaron campeones nacionales tras derrotar a los Cañeros del Este 4 partidos a 3.
A inicios del año 2016, Glenn se unió a los Trotamundos Carabobo de la Liga Profesional de Baloncesto de Venezuela por el resto de la temporada 2015-2016.
El 16 de junio de 2016, El gerente de los Metros General Cesart Saint Hilaire confirmó oficialmente el regreso de Glenn al equipo de Santiago para la Liga Nacional de Baloncesto 2016. El 2 de julio de 2016, Glenn registró un doble-doble con 15 puntos y 11 rebotes, también logró 3 asistencias, 1 tapón y 1 robo en la victoria de los Metros sobre los Indios de San Francisco de Macorís 86-78. En el segundo partido de los Metros en la serie regular el 4 de julio, Glenn logró otro doble-doble con 20 puntos y 13 rebotes, además repartió 5 asistencias en la victoria 120-97 sobre los Reales de La Vega. El 15 de julio, Glenn registró su tercer doble-doble de la temporada tras aportar 21 puntos y 12 rebotes, también rozó el triple-doble ya que repartió 8 asistencias, además agregó 4 robos de balones y 1 tapón para completar una impresionante actuación en la victoria de los Metros sobre los Titanes del Distrito Nacional 78-71. Con esta victoria, Glenn lideró a los Metros a un récord de 7-0 en la serie regular. El 21 de julio de 2016 logró su cuarto doble-doble del campeonato con 12 puntos y 11 rebotes, además agregó 2 asistencias, 2 robos y un tapón en la victoria de los Metros sobre los Cañeros del Este 83 por 72, logrando su décima victoria de forma consecutiva. Los Metros registraron el récord de 10 victorias consecutivas sin derrotas al comenzar una temporada, superando el antiguo récord de 9-0 de los Cocolos de San Pedro de Macorís en 2005 y los Leones de Santo Domingo en 2011. Los Metros terminaron la temporada regular con 18 victorias y 2 derrotas, registrando el récord de más victorias en una temporada regular en la historia de la Liga Nacional de Baloncesto.
Glenn terminó la temporada regular promediando 18,6 puntos, 7,6 rebotes y 2,6 asistencias por partido con un impresionante 64,2% de acierto de tiros de campo. Con estos números terminó segundo de la liga en puntos, solo por superado por su compañero Víctor Liz con 22,4 puntos por partido, además concluyó primero en porcentaje de tiros de campo.